# Paul Cupido
Paul Cupido (Terschelling, 6 september 1972) is een Nederlandse kunstfotograaf.   Zijn werk draait om het Japanse principe van mu.  Cupido groeide op op Terschelling.  

## Publicaties

### Boeken van Cupido
- Searching for Mu. Nederland: in eigen beheer uitgegeven, 2017. OCLC 1059465724. Enkele teksten van Taco Hidde Bakker. Oplage van 200 exemplaren. Kunstboek. [5]
- Continuum. Zürich: Bildhalle, 2019. ISBN 9783952506615. Oplage van 300 exemplaren. Kunstboek.
- Ephémère. 2019. ISBN 9783952506622. Oplage van 800 exemplaren. Een retrospectief. [6]
- Amazônia. Amsterdam: Alauda, 2019.ISBN 978-9082396645. Met een essay van Hugo Fernando Salinas Fortes junior. Oplage van 750 exemplaren.
- Mukayu . (M)éditions; Ibasho-galerij, 2020. Met een inleiding door Taco Hidde Bakker. Oplage van 500 exemplaren. [7]
- 4 a.m. Nederland: in eigen beheer uitgegeven, 2021. Oplage van 500 exemplaren. Kunstboek.
- SÉLÉNÉ. Nederland: coproductie met Château Palmer - Leica, 2023. ISBN 978-2350466026. In samenwerking met dichteres Ryoko Sekiguchi. Oplage van 800 exemplaren. Kunstboek. [8]

### Boeken met bijdragen van Cupido
- New Dutch Photography Talent 2018. Amsterdam: Gup, 2017. ISBN 9789082483352.